# Scipio Secondo Slataper
Scipio Secondo Slataper (Roma, 26 gennaio 1915 – gennaio 1943) è stato un militare italiano, decorato con la medaglia d'oro al valor militare alla memoria per il coraggio dimostrato in combattimento durante la seconda battaglia difensiva del Don.

## Biografia
Nacque a Roma il 26 gennaio 1915, figlio dello scrittore e patriota triestino Scipio, e di Gigetta Carniel, e nipote del tenente colonnello Guido. Conseguita la laurea in ingegneria industriale presso il Politecnico di Milano, nel 1939, ottenne il brevetto di sottotenente di complemento nell'aprile del 1941, è destinato in servizio all'Arsenale di Torino. A seguito della sua richiesta di trasferimento a un reparto da combattimento, nel giugno successivo è assegnato al 3º Reggimento artiglieria alpina appartenente alla 3ª Divisione alpina "Julia" di stanza in Grecia.
Rientrato in Patria insieme al suo reggimento; nel novembre 1941 sposò Julia Marini da cui ha nell'ottobre 1942 un figlio chiamato Aurelio. Nell’agosto del 1942 partì per il fronte russo. Nel 1943 durante le fasi della ritirata fu ucciso. Fu successivamente decorato con la Medaglia d'oro al valor militare alla memoria per il coraggio dimostrato in questo frangente.

### Intitolazioni
Alla sua memoria e a quella del cugino, Giuliano, è intitolato il Bivacco Slataper sulle dolomiti bellunesi, comune di San Vito di Cadore, a 2.650 metri.

### Annotazioni
1. ↑  Il cantore del Carso, direttore della fiorentina La Voce che tanto profondo segno ha lasciato in tutta la cultura italiana, caduto sul Podgora nel 1915.
2. ↑  Il cui figlio Giuliano cadde a sua volta in Russia e fu decorato con la Medaglia d'oro al valor militare alla memoria.

### Fonti
1. ↑   Tomba di Scipio Slataper, su Itinerari della Grande guerra. URL consultato il 12 settembre 2017.
2. 1 2 3 4 5 6 7 8  Bianchi, Cattaneo 2011, p. 409.
3. 1 2  Bianchi, Cattaneo 2011, p. 408.
4. 1 2  Bianchi, Cattaneo 2011, p. 35.
5. ↑   SLATAPER Scipio Secondo, Medaglia d'oro al valor militare, su quirinale.it. URL consultato il 23 gennaio 2023.